# Schloss Hemmingen

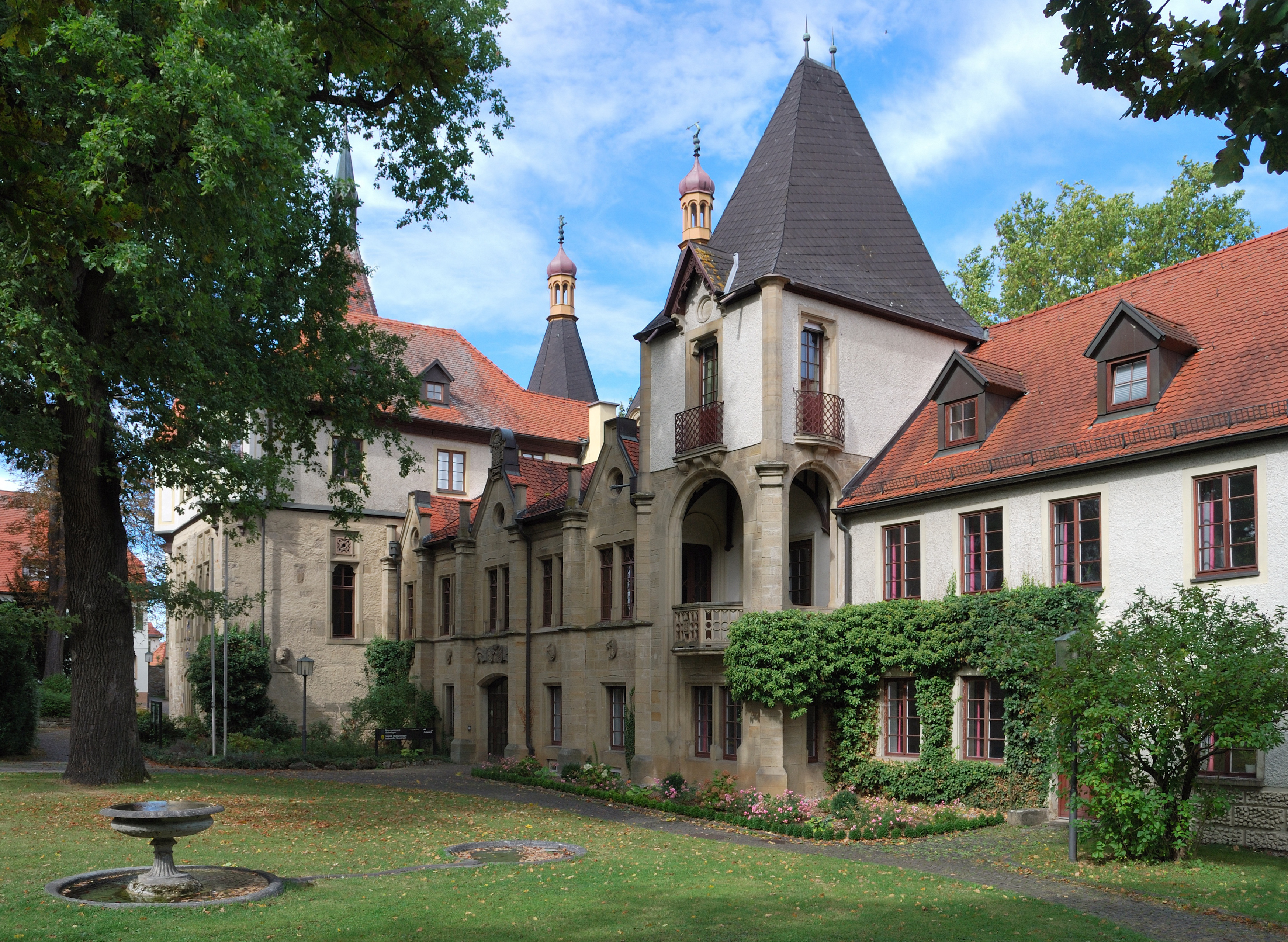
Südseite des Hauptbaus

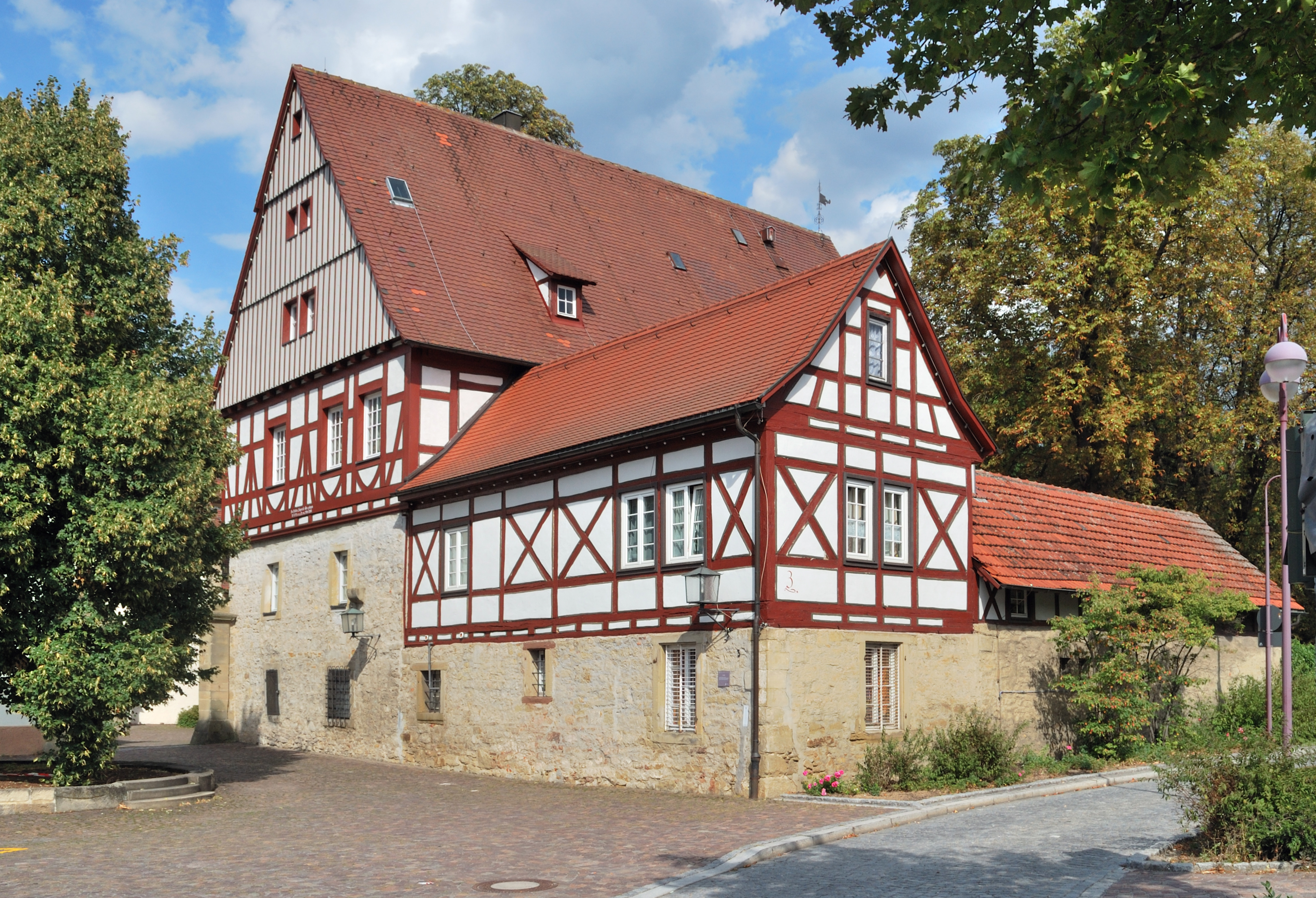
Der Neue Bau

Schloss Hemmingen ist ein Schloss in Hemmingen im Landkreis Ludwigsburg in Baden-Württemberg. Es besteht aus drei Gebäudeteilen, dem Alten Schloss, dem Neuen Bau und dem Neuen Schloss, welche vom 14. Jahrhundert bis ins 18. Jahrhundert entstanden und mehrfach verändert wurden. Heute befindet sich im Hauptbau das Rathaus der Gemeinde Hemmingen.

## Geschichte
Als ältester Teil der Anlage wird 1392 das Alte Schloss erstmals urkundlich erwähnt. Jedoch wird davon ausgegangen, dass das Schloss schon früher erbaut wurde und sogar noch ein Fronhof als Vorgängerbau existiert hat. Das damals noch vierstöckige Schloss wurde wahrscheinlich vom Hemminger Ortsadel erbaut, der jedoch 1451 im Mannesstamm ausstarb. 1492 wurde das Schloss in heute unbekanntem Ausmaß erneuert. Im Jahre 1542 wurde der sogenannte Neue Bau errichtet, ein Gebäude mit ursprünglich massivem zweistöckigem Unterbau, leicht vorkragendem Fachwerkgeschoss und Satteldach. Dieses wurde mindestens bis 1722 im Erdgeschoss als Keller und in den oberen beiden Stockwerken als Fruchtkasten genutzt, sodass das Gebäude umgangssprachlich „Kasten“ genannt wurde. 1569 wurde die bestehende Mauer um Schloss, Neuen Bau und die Laurentiuskirche durch eine neue Ringmauer ersetzt.
Mitte des 17. Jahrhunderts übernahm der Geheime Regierungsrat Württembergs, Johann Conrad von Varnbüler, das württembergische Lehen Hemmingen, da die Herren von Nippenburg, die das Lehen zuvor innehatten, 1646 im Mannesstamm ausgestorben waren und das Lehen an Württemberg zurückgefallen war. Während des Pfälzischen Erbfolgekriegs wurde das Schloss schwer beschädigt. 1709 wurde östlich des Alten Schlosses ein Neubau, der sogenannte Untere Bau oder Unteres Haus errichtet. Der zweistöckige Bau mit Fachwerkobergeschoss und einem bis 1788 vorhandenen Durchgang in den Garten wurde zunächst im Erdgeschoss als Dörrofen und Mostkelter genutzt, bevor er 1723 zum Wohnraum umgebaut wurde. Der Umbau geschah im Rahmen einer großen Renovierung, bei dem das alte Schloss barockisiert und u. a. mit einer einheitlichen Befensterung ausgestattet wurde. Außerdem wurde zwischen dem Alten Schloss und dem Unteren Bau ein Pferdestall und eine Wagenhütte gebaut, über welche ein Gang lief, der die beiden Gebäude miteinander verband.
Die nächste Zäsur der Schlossgeschichte fand 1852 bis 1854 statt. Karl von Varnbüler von und zu Hemmingen ließ nach Plänen von Christian Friedrich von Leins das Schloss im Stil eines französischen Herrensitzes umbauen. So wurden beispielsweise die beiden Türme an der Nordseite des Alten Schlosses angebracht, die durch einen Balkon verbunden sind. Des Weiteren wurden die Gebäude zwischen dem Alten Schloss und dem Unteren Bau abgerissen und durch einen neuen massiven Bau ersetzt sowie mehrere Türmchen und Erker an der Anlage angebracht. 1873 wurden die Überreste des noch vorhandenen Grabens eingeebnet.
Das Schloss befindet sich immer noch im Besitz der Familie Varnbüler, war bis zum Zweiten Weltkrieg von der Familie bewohnt, danach u. a. Sitz eines Damenstifts, bevor es 1985 zum Rathaus umgebaut wurde.

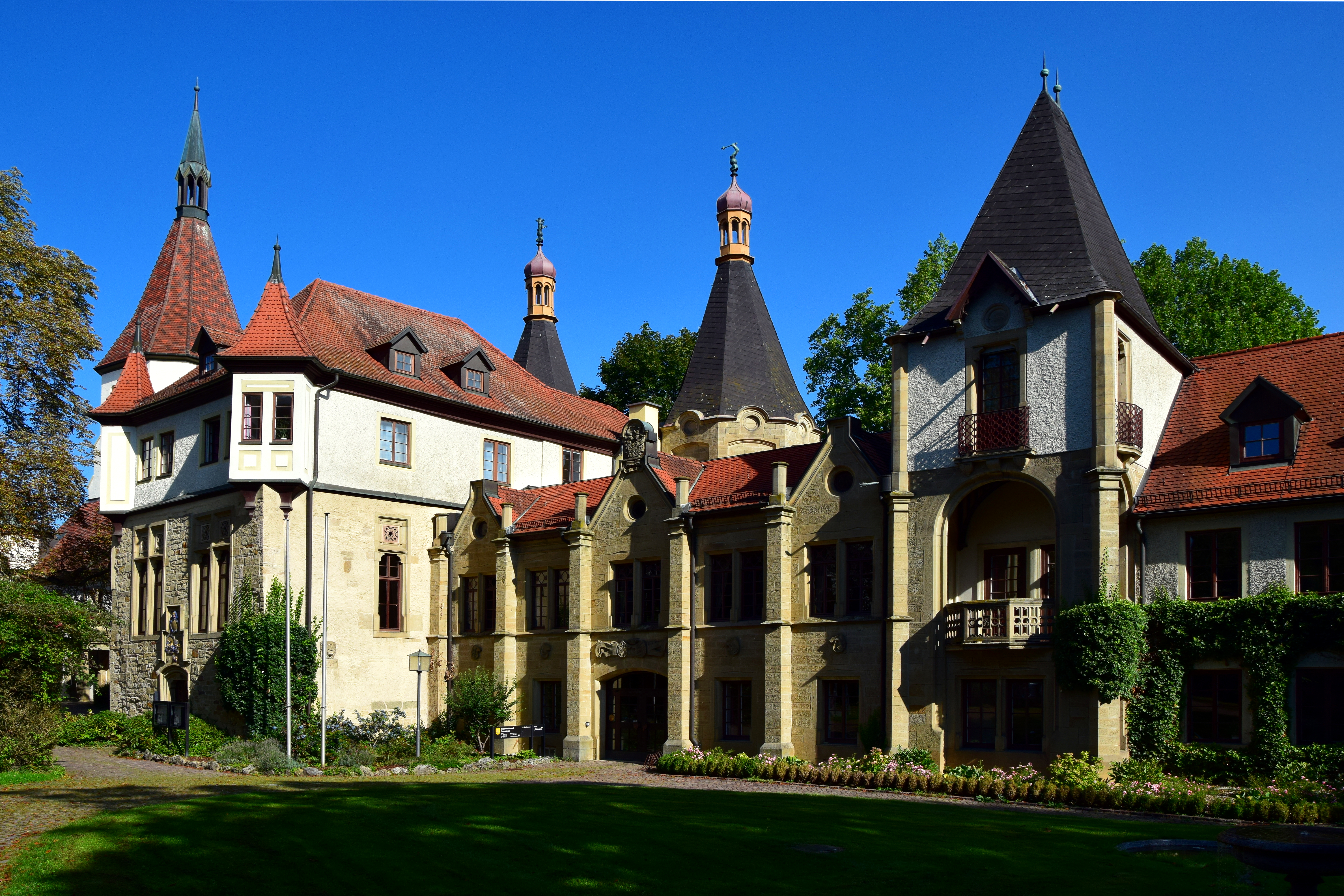
Hauptbau
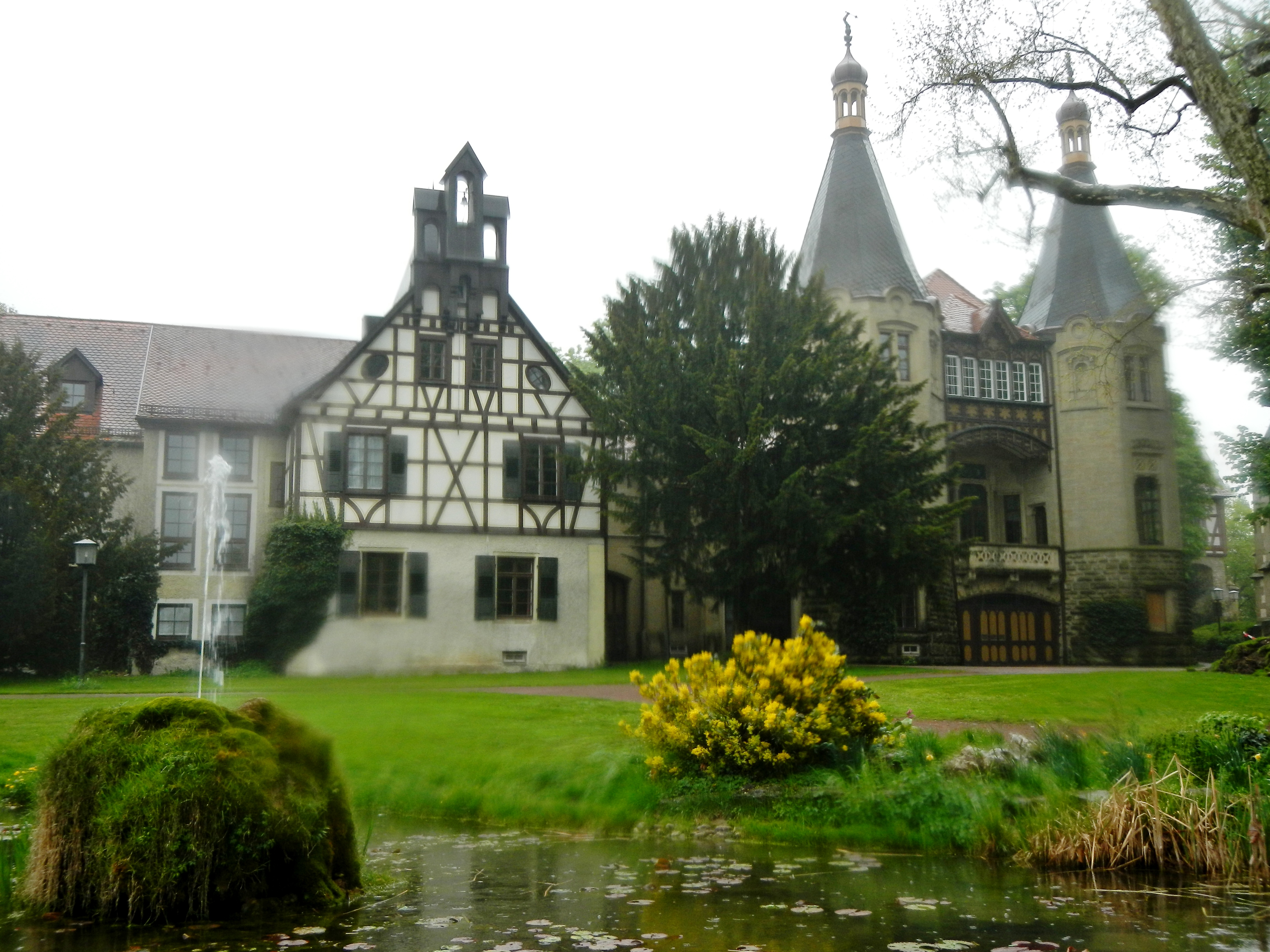
Altes Schloss und Unteres Schlösschen
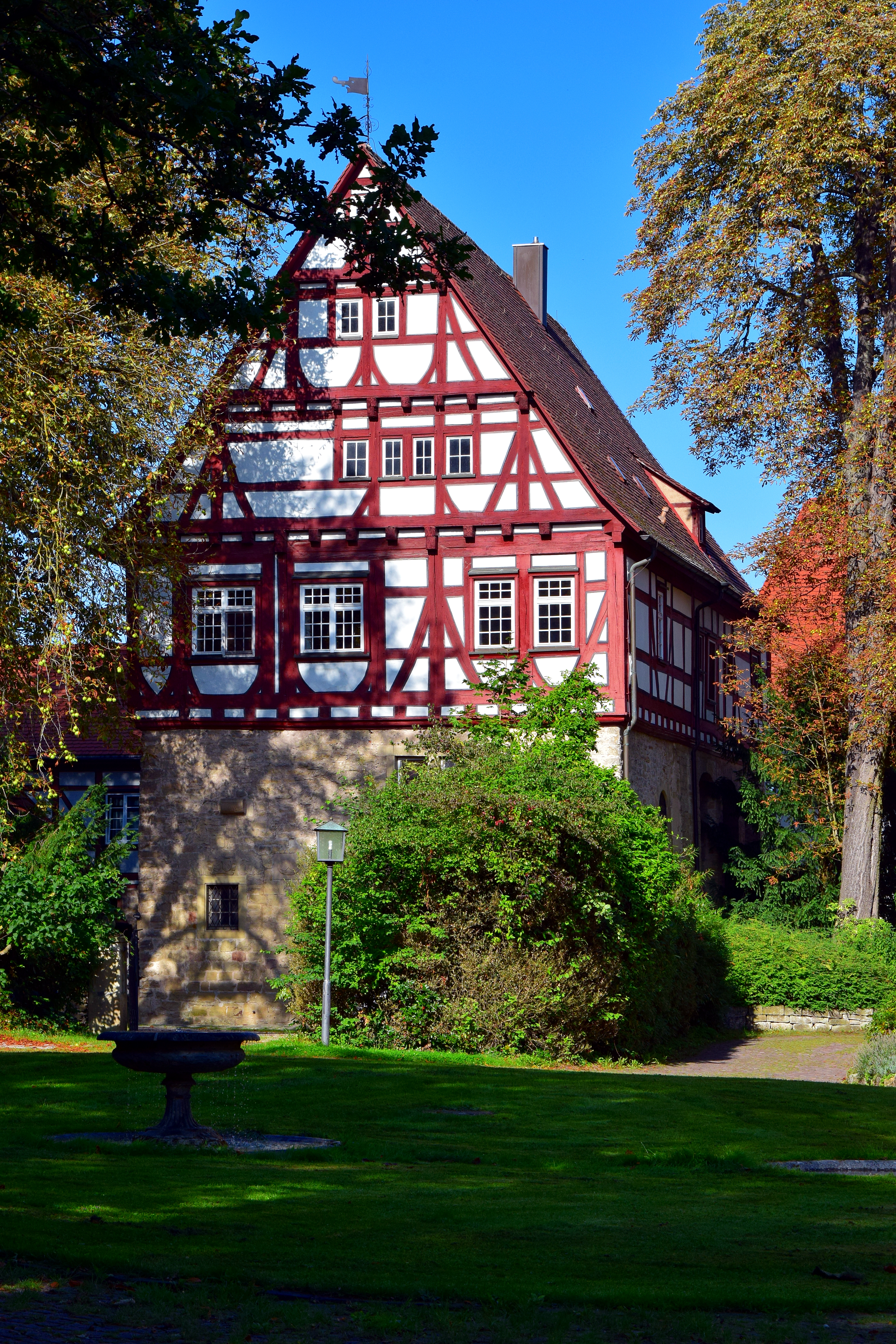
Unterer Bau
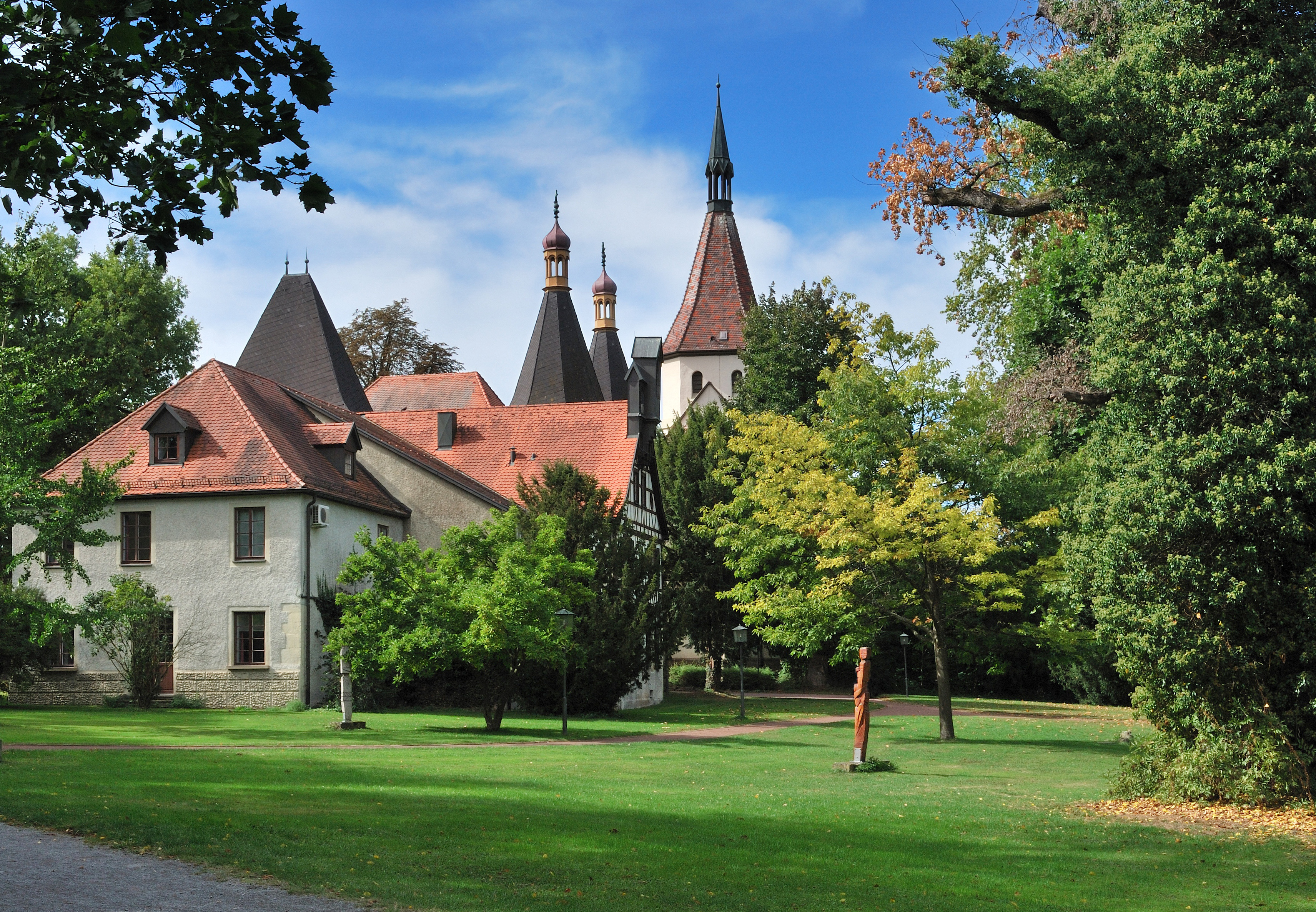
Schlosspark